# Орден Витаутаса Великого
Орден Ви́таутаса Великого (лит. Vytauto Didžiojo ordinas) — высшая государственная награда Литовской Республики.
Орден был учреждён в 1930 году для награждения литовских и иностранных граждан за особые заслуги перед Литовским государством.
Орден Витаутаса Великого имеет пять основных степеней, одну специальную степень и медаль ордена.
Собственно высшей государственной наградой Литовской Республики является Орден Витаутаса Великого с золотой цепью.

## История
Учреждён в 1930 году как высшая награда Литовской Республики. Назван в честь великого князя литовского Витовта, память 500 летия со дня смерти которого отмечалась в 1930 году.
Третий по времени учреждения орден Литвы.
Автор рисунка ордена — художник Йонас Бурба.
Отменён в 1940 году после включения Литовской Республики в состав СССР.
Орден восстановлен после выхода Литвы из состава СССР на основании Закона Литовской Республики «Об орденах, медалях и других знаках отличия» № I-1799 от 12 сентября 1991 года.

## Положение о награде
24 статья. Награждение орденом Витаутаса Великого

Орден Витаутаса Великого предназначается литовскому и иностранным главам государств, а также гражданам, за особые заслуги перед Литовским государством.

## Описание

### Степени ордена Витаутаса Великого
25 статья. Структура ордена Витаутаса Великого
1. Орден Витаутаса Великого имеет пять степеней и дополнительную степень — Орден с золотой цепью. Он же является и высшей наградой литовского государства.
2. Знаками ордена являются: Орден с золотой цепью, Большой крест, Большой командорский крест, Командорский крест, Офицерский крест и Рыцарский крест.
3. Орден с золотой цепью составляет:
1) цепь — сделана из звеньев, украшенных мотивами двойного креста и стилизованной буквы V; оба её конца соединяет центральное звено, форма и орнамент которого взяты с печати Витаутаса Великого; на этой цепи подвешивается крест ордена;
2) крест — золотой, покрытый белой эмалью, величиной 50 мм. На лицевой стороне, на красном щите — стилизованный всадник. Над щитом — большая княжеская корона. На оборотной стороне — такой же щит, со стилизованной буквой V в середине. В концах перекладины креста — годы правления Витаутаса Великого «1392—1430». Над крестом — золотая королевская корона с тремя хрустальными камнями;
3) звезда — золотая, девятилучевая, диаметром 85 мм. В центре, на красной эмали — уменьшенный крест ордена Витаутаса великого, с золотой короной вверху;
4) лента — белая муаровая, шириной 100 мм (для женщин — шириной 65 мм), с двумя оранжевыми полосками по краям.
4. Большой крест ордена составляет:
1) крест — как у ордена с золотой цепью;
2) звезда — как у ордена с золотой цепью, серебряная, с серединой, покрытой синей эмалью;
3) лента — как лента ордена с золотой цепью.
5. Большой командорский крест ордена составляет:
1) крест — как у ордена с золотой цепью;
2) звезда — как у ордена с золотой цепью, серебряная, с серединой, покрытой чёрной эмалью;
3) лента — как лента ордена с золотой цепью, но шириной 40 мм.
6. Командорский крест ордена составляет:
1) крест — как у ордена с золотой цепью;
2) лента — как лента ордена с золотой цепью, но шириной 40 мм.
7. Офицерский крест ордена составляет:
1) крест — как у ордена с золотой цепью, но величиной 42 мм;
2) лента — как лента ордена с золотой цепью, но шириной 32 мм, с розеткой.
8. Рыцарский крест ордена составляет:
1) крест — как у ордена с золотой цепью, но величиной 42 мм;
2) лента — как лента ордена с золотой цепью, но шириной 32 мм.

### Элементы художественного оформления знака ордена, цепи и звезды
- Фрагмент цепи — гербы Смоленской, Вильнюсской, Тракайской и Волынской земель
- Звезда ордена с золотой цепью
- Звезда ордена 1-й степени (Большого креста)
- Звезда ордена 2-й степени (Большого командорского креста)
- Знак ордена
- Оборотная сторона знака ордена
- Печать Витаутаса

## Знаки ордена
| Орден с золотой цепью                      | Большой крест                                      | Большой крест, для награждения женщин |
| ------------------------------------------ | -------------------------------------------------- | ------------------------------------- |
|                                            |                                                    |                                       |
|                                            |                                                    |                                       |
|                                            |                                                    |                                       |
| Большой командорский крест                 | Большой командорский крест, для награждения женщин | Командорский крест                    |
|                                            |                                                    |                                       |
|                                            |                                                    |                                       |
|                                            |                                                    |                                       |
| Командорский крест, для награждения женщин | Офицерский крест                                   | Рыцарский крест                       |
|                                            |                                                    |                                       |
|                                            |                                                    |                                       |
| Медаль ордена                              |                                                    |                                       |
|                                            |                                                    |                                       |
|                                            |                                                    |                                       |